# Гасанов, Джабраил Ильхам оглы
Джабраил Ильхам оглы Гасанов (азерб. Cəbrayıl İlham oğlu Həsənov, род. 24 февраля 1990, Супарыбаг, Астаринский район) — азербайджанский борец вольного стиля, бронзовый призёр летних Олимпийских игр 2016 года в Рио-де-Жанейро и I Европейских игр 2015 года в Баку. Чемпион мира по борьбе среди юниоров 2009, трёхкратный чемпион Европы, призёр чемпионатов мира. В 2013 году стал серебряным призёром на XXVII Всемирной Летней Универсиаде в Казани. Был капитаном сборной Азербайджана по вольной борьбе. В январе 2021 года завершил спортивную карьеру и назначен главным тренером молодёжной сборной Азербайджана.

## Биография
Джабраил Гасанов родился 24 февраля 1990 года в селе Супарыбаг Астаринского района Азербайджанской ССР. В 1997 году пошёл в первый класс средней школы родного села. В 2001 году переехал в Баку, где продолжил обучение с 6-го класса Республиканского олимпийского спортивного лицея. В лицее начал заниматься вольной борьбой под руководством заслуженного тренера, мастера спорта международного класса, борца Аслана Агаева.
С 2007 по 2011 года был студентом Азербайджанского государственного института физической культуры и спорта, которую завершил по специальности — вольный борец.
В 2013 году женился. Имеет двоих детей — мальчика и девочку. С 2016 года служит в пограничных войсках Азербайджана, в звании лейтенанта. Кумиром Гасанова является Намик Абдуллаев.

## Достижения
В феврале 2020 года на чемпионате континента в итальянской столице, в весовой категории до 79 кг Джабраил в схватке за бронзовую медаль поборол спортсмена из Турции Батурхана Демирчина и завоевал бронзовую медаль европейского первенства.

### Олимпийские игры
| Соревнования                 | Сборная     | Весовая категория | Место  |
| ---------------------------- | ----------- | ----------------- | ------ |
| Летние Олимпийские игры 2016 | Азербайджан | 74 кг             | Бронза |

### Чемпионаты мира
| Соревнования                  | Сборная     | Весовая категория | Место   |
| ----------------------------- | ----------- | ----------------- | ------- |
| Чемпионат мира по борьбе 2010 | Азербайджан | 66 кг             | Бронза  |
| Чемпионат мира по борьбе 2011 | Азербайджан | 66 кг             | Бронза  |
| Чемпионат мира по борьбе 2018 | Азербайджан | 79 кг             | Серебро |
| Чемпионат мира по борьбе 2019 | Азербайджан | 79 кг             | Серебро |

### Европейские игры
| Соревнования          | Сборная     | Весовая категория | Место  |
| --------------------- | ----------- | ----------------- | ------ |
| Европейские игры 2015 | Азербайджан | 74 кг             | Бронза |

### Чемпионаты Европы
| Соревнования                    | Сборная     | Весовая категория | Место   |
| ------------------------------- | ----------- | ----------------- | ------- |
| Чемпионат Европы по борьбе 2009 | Азербайджан | 66 кг             | Серебро |
| Чемпионат Европы по борьбе 2010 | Азербайджан | 66 кг             | Золото  |
| Чемпионат Европы по борьбе 2011 | Азербайджан | 66 кг             | Золото  |
| Чемпионат Европы по борьбе 2014 | Азербайджан | 74 кг             | Серебро |
| Чемпионат Европы по борьбе 2016 | Азербайджан | 74 кг             | Серебро |
| Чемпионат Европы по борьбе 2018 | Азербайджан | 79 кг             | Бронза  |

## Награды и звания
- 29 июня 2015 года Президент Азербайджана Ильхам Алиев подписал распоряжения о награждении победителей первых Европейских игр и лиц, внесших большой вклад в развитие спорта в Азербайджане. Джабраил Гасанов за большие достижения на первых Европейских играх и заслуги в развитии спорта в Азербайджане был удостоен медали «Прогресс».[5][6].
- 1 сентября 2016 года награждён Почётным дипломом Президента Азербайджанской Республики за высокие достижения, завоёванные на ХХХI летних Олимпийских играх в Рио-де-Жанейро, и заслуги в развитии спорта в Азербайджане[7].